# D.J. Jones
David Oliver Jones (Greenville, 19 gennaio 1995) è un giocatore di football americano statunitense che milita nel ruolo di defensive tackle per i Denver Broncos della National Football League  (NFL).

## Carriera professionistica

### San Francisco 49ers
Jones al college giocò a football con gli Ole Miss Rebels dal 2015 al 2016. Fu scelto dai San Francisco 49ers nel corso del sesto giro (198º assoluto) del Draft NFL 2017. Debuttò come professionista subentrando nella gara del primo turno contro i Carolina Panthers mettendo a segno un tackle. La sua stagione da rookie si concluse con 10 tackle in 9 presenze, nessuna delle quali come titolare.
Nel marzo del 2021 Jones firmò un nuovo contratto di un anno con i 49ers.

### Denver Broncos
Il 14 marzo 2022 Jones firmò un contratto triennale del valore di 30 milioni di dollari con i Denver Broncos.

## Palmarès
- National Football Conference Championship: 1

San Francisco 49ers: 2019